# Wang Huifeng
Wang Huifeng (en chino: 王会凤; 24 de enero de 1968) es una deportista china que compitió en esgrima, especialista en la modalidad de florete.
Participó en dos Juegos Olímpicos de Verano, obteniendo una medalla de plata en Barcelona 1992, en la prueba individual, y el séptimo lugar en Atlanta 1996 (por equipos).

## Palmarés internacional
| Juegos Olímpicos | Juegos Olímpicos   | Juegos Olímpicos | Juegos Olímpicos   |
| Año              | Lugar              | Medalla          | Prueba             |
| ---------------- | ------------------ | ---------------- | ------------------ |
| 1992             | Barcelona (España) | Medalla de plata | Florete individual |